# كريمة الزيداني
كريمة الزيداني (ولدت في 1960 - توفيت في 31 مارس 2013 في البسيتين، البحرين) إعلامية ومذيعة وكاتبة عمود بحرينية. تعتبر رائدة الإعلام التليفزيوني والإذاعي الخليجي وأحد مؤسسي تلفزيون البحرين - أول تلفزيون خليجي ملون - منذ انطلاقته كمؤسسة حكومية في عام 1975.

## النشأة والتعليم
ولدت الزيداني في عام 1960 في البحرين. نشأت في أسرة متعلمة ومثقفة حيث كان والدها حاصل على درجة الدكتوراه في إدارة المستشفيات ووالدتها ممرضة وقابلة قانونية. كانت دراسة الطب هاجسها وطموحها وكانت طالبة متفوقة جدا ومن الأوائل على مستوى مدارس البحرين حتى المرحلة الثانوية. كان والدها يشدها بأحاديثه ومعلوماته عن الأمراض وأنواع الأدوية وهي طفلة حفظت أسماء الأدوية من والدها ما شجعها على أن يكون طموحها هو أن تكون طبيبة مستقبلا حتى أن الأقارب والأصدقاء عندما يزورونهم في البيت يندهشون عندما تحدثهم عن الأدوية وأسمائها وتتحفهم بمعلومات طبية غنية وظل هذا الطموح هاجسها حتى الثانوية.
كانت طالبة هادئة ومجتهدة وتجلس في المقاعد الأمامية دوما حتى تستطيع التركيز أثناء الشرح وكان لديها اهتمامات وأنشطة ثقافية وإعلامية في كل المدارس حيث تكلفها المدرسات بقراءة الكلمات في طابور الصباح وعبر الإذاعة المدرسية وكانت تشارك أيضا في النشاط التمثيلي بالمدرسة وتكلف بأدوار الإلقاء والأداء اللغوي لصوتها المميز وإتقانها القراءة السليمة للغة العربية وكانت تشارك أيضا في استعراضات عيد العلم في أواخر الستينات وبداية السبعينات.
تجربة تلفزيون البحرين لم يكن مخطط لها حيث كانت ترغب بعد التخرج من التوجيهي دراسة الطب لكن والدها رفض سفرها إلى خارج البحرين للدراسة وأقترح دراسة الهندسة في كلية البحرين الجامعية. لم ترغب الزيداني في الهندسة ولكن لا بديل فقبلت مرغمة ولكي تثبت لنفسها أولا وللأسرة ثانيا أنها طالبة متفوقة استوعبت تخصص الهندسة ودرست واجتهدت وتفوقت. كان والدها يقول لي تخفيفا عن حرمانها دراسة الطب إنه يجب عليها مواصلة دراسة الهندسة لحين توفر الظروف المناسبة لدراسة الطب وهدفه أن تنسى دراسة الطب لأنه لا يتحمل أن تسافر وحدها للدراسة خارج البحرين.

## المسيرة الإعلامية
في أحد الأيام وأثناء متابعة تلفزيون البحرين ظهر إعلان عن حاجة التلفزيون لمقدمي برامج من الجنسين فقالت لوالدها: «يا ليت أكون مذيعة في تلفزيون البحرين على الأقل هذا المجال يعوضني عن الطب» وكانت أيضا تعشق النشاط الإعلامي منذ أيام الدراسة. تحمس والدها لرغبتها كمذيعة في تلفزيون البحرين وفي اليوم التالي أخذها إلى مبنى التلفزيون وقابلا المدير آنذاك عبد الله المقلة وطلب منه أن تعمل مذيعة في التلفزيون ولكن المقلة قال لوالدي إنها صغيرة على المهنة حيث كانت في الخامسة عشرة وسنة أولى في جامعة البحرين. طلب والدها من المقلة اختبارها وكان واثقا بقدراتها الإعلامية وبعد الامتحان وافق المقلة على تعيينها مذيعة في تلفزيون البحرين ولكن بشرط التوفيق بين العمل والدراسة.
بدأت العمل في تلفزيون البحرين في أغسطس 1975 عندما كانت تبلغ من العمر 15 سنة. كانت أصغر مذيعة في تلفزيون البحرين ولكن موهبتها الإعلامية ميزتها منذ البداية ولم تتفرغ للتدريب سوى ثلاثة أيام فقط وفي اليوم الرابع كلفت بتقديم استعراض لبرامج التلفزيون وهذا يعتبر عمل متقدم لمذيع جديد عادة يظل المذيع الجديد أشهر حتى يكلف بمهمة الربط في البرامج التلفزيونية. في اليوم السادس كلفت بقراءة الأخبار المصورة على الهواء مباشرة وهذا أيضا إنجاز كبير لمذيعة في سنها ثم توالت الأعمال والمشاركات حيث قدمت برامج منوعة وحفلات كانت تنظمها وزارة الإعلام وخلال فترة قصيرة أصبحت مذيعة معتمدة. أنهت دراستها في السنة الأولى من الهندسة المعمارية في كلية الخليج البحرينية آنذاك وتابعت عملها كمذيعة تلفزيونية وحققت نجاح كبير في هذا المجال.
في مطلع الثمانينات بدأت تقدم برامج مختلفة في الإذاعة بالإضافة إلى الأخبار. عرضت الزيداني على خليل الذوادي مدير تلفزيون البحرين آنذاك فكرة برنامج «ألو» كأول برنامج يبث على الهواء مباشرة على مستوى البحرين والخليج العربي وهو عبارة عن تقديم مسابقات وجوائز ولقاءات مع فنانين من كل أرجاء الوطن العربي ويقدم الفقرات المشوقة والمعلومة النافعة. ولكن في البداية لم يوافق حيث كان يخشى من الأخطاء الفنية والموضوعية باعتباره أول برنامج يُبث على الهواء مباشرة عبر تلفزيون البحرين ولكن بعد مناقشة الفكرة وأسلوب الإعداد والتقديم وافق مع التأكيد على دقة التحضير والإعداد للبرنامج من جميع الجوانب. فعلا بث البرنامج دون أخطاء ما أسعد الذوادي وكل الفنيين العاملين خاصة بعد أن حقق نجاح باهر في الأوساط الجماهيرية البحرينية والخليجية وكان من أفضل برامج تلفزيون البحرين في منتصف الثمانينات.
كتبت في مجلة هنا البحرين في فترة الثمانينات في صفحة الإذاعة والتلفزيون. قدمت كل أنواع البرامج التلفزيونية والحوارية والشعرية والثقافية والاخبارية والمسابقات والحفلات التي تقيمها وزارة الإعلام بالإضافة إلى المهرجانات الفنية واللقاءات التلفزيونية والتقديم اليومي لنشرات الأخبار. قدمت بعض الفقرات والأخبار في قناة البحرين التلفزيونية (55) باللغة الإنجليزية وإذاعة البحرين (FM) بالإنجليزية. ابتعثت إلى الكويت وسلطنة عمان إذ شاركت في تقديم بعض البرامج ونشرات الأخبار التلفزيونية فيها. شغلت في آخر المطاف وظيفة مشرف وحدة المذيعين على الدرجة الاعتيادية العاشرة.

## الحياة الشخصية
متزوجة من علي حسن محمد ولديها هشام (1986) وريم (1990).

## الوفاة
عانت الزيداني من الأمراض المزمنة التي لم تمنعها من أداء عملها من أجل استمرار الحصول على الراتب الضئيل الذي كانت تستلمه شهريا والذي لم يحقق لها العيشة الكريمة حيث كانت تسكن في شقة بالإيجار الشهري مع ابنها وابنتها وذلك بعد وفاة زوجها قبل عدة سنوات.
قبل نحو أسبوعين من وفاة الزيداني تلقت صدمة قوية بوفاة والدتها التي سببت تدهور في حالتها الصحية أدخلت على إثرها مستشفى الملك حمد الجامعي ولكنها كانت وفية لعملها ورسالتها فمن داخل غرفة المستشفى كما يحكي أقاربها حرصت على وضع جدول مقدمي النشرات الإخبارية ومن على سرير المرض كانت تتصل بالمذيعين لتخبرهم بفتراتهم وظلت تمارس عملها الإعلامي رغم المرض.
توفيت الزيداني فجر يوم الأحد 31 مارس 2013 الموافق 19 جمادى الأولى 1434 للهجرة بسبب الفشل الكلوي وذلك بعد مسيرة حافلة في مجال الإعلام البحريني والتي امتدت نحو 40 عام. ووري جثمانها الثرى في اليوم التالي في مقبرة البديع.
نعت هيئة شئون الإعلام الزيداني التي عملت خلال مسيرتها في هيئة شئون الإعلام بكل جد وإخلاص وتفاني وكانت تتمتع بأخلاق عالية وتواضع وعلاقات طيبة مع جميع زملائها حيث كانت مثال للمثابرة والعطاء ومحبة لجميع العاملين معها لذا كسبت تبادل شعور المحبة مع كل من عرفها.
في 1 أبريل 2013 وبعد مرور يوم واحد على وفاة والدته توفي ابنها هشام (27 سنة) إثر تعرضه لهبوط حاد في السكر متأثر بحدث فراق أمه. ونفى محمد الزيداني أخ كريمة ما تردد عن كون هشام قد انتحر حزنا على والدته لكنه بعد سماعه لخبر وفاة والدته رفض تناول أي طعام أو شراب مما أدى إلى إصابته بنقص حاد في السكري نظرا لإصابته بهذا المرض مما أدى إلى حدوث مضاعفات عديدة ولفظ أنفاسه الأخيرة.

## التكريم والجوائز
في 1 ديسمبر 2013 وأثناء إقامة هيئة التشريع والإفتاء القانوني احتفال بمناسبة الذكرى السنوية الثالثة عشر ليوم المرأة البحرينية الذي كان تحت عنوان المرأة والإعلام وتقديرا للمرأة البحرينية العاملة في المجال الإعلامي قامت الهيئة خلال الحفل بعرض فيلم وثائقي قصيرة سلط فيه الضوء على المشوار الحافل للإعلامية الراحلة الزيداني.